# Collegio uninominale Veneto - 03 (2017)
Il collegio elettorale uninominale Veneto - 03 è stato un collegio elettorale uninominale della Repubblica Italiana per l'elezione del Senato tra il 2017 ed il 2022.

## Territorio
Come previsto dalla legge elettorale italiana del 2017, il collegio era stato definito tramite decreto legislativo all'interno della circoscrizione Veneto.
Era formato dal territorio di 52 comuni: Arcade, Breda di Piave, Cappella Maggiore, Carbonera, Casale sul Sile, Casier, Cessalto, Chiarano, Cimadolmo, Codognè, Colle Umberto, Conegliano, Cordignano, Fontanelle, Fregona, Gaiarine, Godega di Sant'Urbano, Gorgo al Monticano, Mansuè, Mareno di Piave, Maserada sul Piave, Meduna di Livenza, Mogliano Veneto, Monastier di Treviso, Motta di Livenza, Oderzo, Ormelle, Orsago, Ponte di Piave, Ponzano Veneto, Portobuffolé, Povegliano, Preganziol, Revine Lago, Roncade, Salgareda, San Biagio di Callalta, San Fior, San Pietro di Feletto, San Polo di Piave, San Vendemiano, Santa Lucia di Piave, Sarmede, Silea, Spresiano, Susegana, Tarzo, Treviso, Vazzola, Villorba, Vittorio Veneto, Zenson di Piave.
Il collegio era parte del collegio plurinominale Veneto - 01.

## Eletti
| Elezione | Elezione | Senatore        | Partito |
| -------- | -------- | --------------- | ------- |
|          | 2018     | Massimo Candura | Lega    |

## Dati elettorali

### XVIII legislatura
Come previsto dalla legge elettorale, 116 senatori erano eletti con sistema a maggioranza relativa in altrettanti collegi uninominali a turno unico.
| Candidati              | Candidati                 | Voti    | %     | Liste                           | Voti    | %     |
| ---------------------- | ------------------------- | ------- | ----- | ------------------------------- | ------- | ----- |
|                        | Massimo Candura ✔️ Eletto | 140 622 | 48,94 | Lega                            | 98 042  | 34,12 |
| Forza Italia           | Massimo Candura ✔️ Eletto | 140 622 | 48,94 | 29 759                          | 10,36   |       |
| Fratelli d'Italia      | Massimo Candura ✔️ Eletto | 140 622 | 48,94 | 11 247                          | 3,91    |       |
| Noi con l'Italia - UDC | Massimo Candura ✔️ Eletto | 140 622 | 48,94 | 1 574                           | 0,55    |       |
|                        | Franco Storer             | 66 046  | 22,99 | Movimento 5 Stelle              | 66 046  | 22,99 |
|                        | Isabella Gianelloni       | 61 914  | 21,55 | Partito Democratico             | 51 476  | 17,92 |
| +Europa                | Isabella Gianelloni       | 61 914  | 21,55 | 8 273                           | 2,88    |       |
| Italia Europa Insieme  | Isabella Gianelloni       | 61 914  | 21,55 | 1 301                           | 0,45    |       |
| Civica Popolare        | Isabella Gianelloni       | 61 914  | 21,55 | 864                             | 0,30    |       |
|                        | Fausto Pozzobon           | 6 922   | 2,41  | Liberi e Uguali                 | 6 922   | 2,41  |
|                        | Raffaele Meo              | 3 079   | 1,07  | Il Popolo della Famiglia        | 3 079   | 1,07  |
|                        | Lorenzo Monaco            | 2 141   | 0,75  | Italia agli Italiani            | 2 141   | 0,75  |
|                        | Marta Napoli              | 2 051   | 0,71  | CasaPound                       | 2 051   | 0,71  |
|                        | Lucia Tundo               | 1 491   | 0,52  | Potere al Popolo!               | 1 491   | 0,52  |
|                        | Lanfranco Girardi         | 1 170   | 0,41  | Partito Valore Umano            | 1 170   | 0,41  |
|                        | Giorgio Tana              | 1 138   | 0,40  | Grande Nord                     | 1 138   | 0,40  |
|                        | Stefano D'Intinosante     | 438     | 0,15  | Per una Sinistra Rivoluzionaria | 438     | 0,15  |
|                        | Emanuela Bassan           | 310     | 0,11  | PRI - ALA                       | 310     | 0,11  |
| Totale                 | Totale                    | 287 322 | 100   |                                 | 287 322 | 100   |
|                        |                           |         |       |                                 |         |       |
| Voti non validi        | Voti non validi           | 7 673   | 2,60  |                                 |         |       |
| Votanti                | Votanti                   | 294 995 | 78,98 |                                 |         |       |
| Elettori               | Elettori                  | 373 494 |       |                                 |         |       |